# Sophroni Sacharow

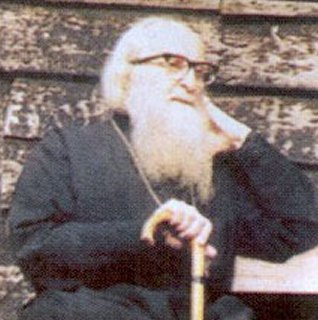
Sophroni Sacharow (1976)

Sophroni Sacharow (* 22. September 1896 in Moskau; † 11. Juli 1993 in Tolleshunt Knights, Essex), mit bürgerlichem Namen Sergei Semjonowitsch Sacharow, russisch Сергей Семёнович Сахаров, war ein orthodoxer Archimandrit und Klostergründer. Bekannt wurde er auch als Biograph von Starez Siluan. Am 27. November 2019 wurde er vom Ökumenischen Patriarchat heiliggesprochen.

## Leben

### Kindheit und Studienzeit
Sergei Sacharow wurde in eine Moskauer Unternehmerfamilie geboren. Neben seinen tiefgläubig christlichen Eltern übte auch eine Kinderfrau Einfluss auf ihn aus, die ihn als Kind das Beten lehrte. Schon als Kind betete er oft lange und sprach mit seinem Bruder Nikolai über Gott, hatte aber auch erste Zweifel an dem persönlichen Gott der Bibel. Diese Zweifel verstärkten sich in seinen Jugendjahren, die von einer Suche nach dem Absoluten gekennzeichnet waren, das er eher im Buddhismus oder Hinduismus zu finden meinte als im Christentum, dessen personale Gottesrede er als Einschränkung des Absoluten erlebte. Als begabter Maler studierte er in dieser Zeit in der Kunstakademie (von 1915 bis 1917) und dann in der Kunstschule in Moskau (von 1920 bis 1921). Kunst sah er als Mittel, die Grenzen der sichtbaren Realität zu überwinden. Der Weg zum alles übertreffenden Absoluten war für ihn nur durch ein Verlassen dieser Realität möglich.
Die schwierigen Bedingungen für Künstler in den Jahren nach der russischen Revolution veranlassten Sergej zur Emigration nach Westeuropa. Nach einigen Monaten in Italien und Berlin ließ er sich 1922 in Paris nieder, wo er innerhalb weniger Monate durch seine Malerei Bekanntheit erlangte. In dieser Zeit verstärkte sich seine innere Suche, weder Kunst noch Wissenschaft konnten ihm auf dieser Suche letzte Zufriedenheit geben. Auf seiner Sinnsuche fand er dann eine Antwort in den Worten Christi, der davon sprach, Gott von ganzem Herzen, mit allen Gedanken und mit ganzer Kraft zu lieben. „Plötzlich wurde mir klar, dass die Erkenntnis ein Austausch im Sein ist. Und der Austausch im Sein besteht vor allem in einem Liebesakt“, sagte er später. Damit war ihm der Weg zum Absoluten geöffnet. Später schrieb er von sich selbst, er sei vom Karsamstag bis zum dritten Ostertag 1924 im Zustand der Vision gewesen. In diesem Jahr schrieb er sich auch in das orthodoxe theologische Institut Saint Serge ein. Obwohl dort damals die theologische und philosophische Elite unterrichtete, brachte ihm die akademische Theologie keine Erfüllung und er beschloss, Mönch zu werden.

### Am Athos
1925 wurde er mit dem Namen Sophroni im russischen Athoskloster Panteleimon aufgenommen. Als Mönch vertiefte er sich ins Reuegebet. Dort lernte er aber auch den Starez Siluan kennen, der Sophroni nachhaltig beeinflusste und dessen Theologie der Erkenntnis Gottes im Heiligen Geist von ihm übernommen wurde. Am Athos beschäftigte sich Sophroni auch ausführlich mit den Kirchenvätern. Nach dem Tod von Starez Siluan im Jahr 1938 zog sich Sophroni in eine Einsiedelei zurück. 1941 wurde er zum Priester geweiht. Als Beichtvater bekam er Einblick in das spirituelle Leben vieler Athosmönche. In der Zeit des Zweiten Weltkriegs wurde für Sophroni das Gebet für die ganze Welt sehr wichtig. Dieses Gebet trug für ihn auch zum Verständnis des Person-Prinzips bei: „Das Prinzip des individuellen Seins ist eine egozentrische Isolierung des „Ich“, während die Person in ihrer aufopfernden Liebe jedes Geschöpf umfasst.“

### Rückkehr nach Paris
1947 verließ Sophroni den Athos in Richtung Paris. Als Gründe dafür werden genannt, dass er das Werk von Starez Siluan weltweit bekannt machen wollte, was auf dem Athos kaum möglich gewesen wäre. Als weitere Motive werden seine angegriffene Gesundheit und der griechische Bürgerkrieg genannt. In Paris wollte er wieder auf das Institut Saint-Serge aufgenommen werden, das damals der russischen Auslandskirche gehörte. Aufgrund seiner Treue zum Moskauer Patriarchat wurde ihm die Aufnahme verweigert. 1948 vollendete er das Buch „Starez Siluan, Mönch vom Berg Athos“. Das Buch wurde 1952 veröffentlicht und in 22 Sprachen übersetzt. Durch das Buch wurde die Verehrung von Starez Siluan verbreitet, 1987 wurde er vom Ökumenischen Patriarchat heiliggesprochen. Sophroni wohnte in den 1950er Jahren in Sainte-Geneviève-des-Bois, einem südlichen Vorort von Paris. Dorthin suchten ihn viele Gläubige auf, um von ihm geführt zu werden. 1958 bildete sich um ihn eine Gemeinschaft von Menschen, die das Mönchsleben liebten.

### Großbritannien
1959 gründete Sophroni im südenglischen Tolleshunt Knights auf einem Landgut ein Kloster zum hl. Johannes dem Täufer, das er bis zu seinem Tod 1993 leitete. Charakteristisch für das Kloster ist, dass ein Teil des Stundengebets durch das Jesusgebet ersetzt wird. Das Kloster gehörte ursprünglich zum Moskauer Patriarchat und lag in der Diözese von Metropolit Anthony von Sourozh. 1965 ging das Kloster mit dem Zustimmung von Patriarch Alexius I. als stauropegiales Kloster an das Ökumenische Patriarchat. Nach dem Erscheinen des Buches über Starez Siluan im Jahr 1952 erfolgte 1977 die Veröffentlichung des Buches His Life is Mine, in dem er seine persönliche asketische Erfahrung beschreibt. 1985 folgte Gott schauen, wie Er ist. Bevorzugte Themen darin sind das Ungeschaffene Licht, die Gotteserkenntnis sowie die Lehre über die Person. Dieses sein letztes Buch erfuhr in der orthodoxen Welt, aber auch im Westen viel Anerkennung, von einigen russischen Theologen wurde es aber auch kritisiert. In den letzten Jahren seines Lebens legte Sophroni seinen Schwerpunkt auf Gespräche mit seinen geistlichen Kindern und seinen Mönchen. Am Tag seines Todes lebten in dem Kloster 25 Mönche und Nonnen aus vielen verschiedenen Ländern.

## Werk
Neben seinen Büchern sind auch seine Artikel und Briefe bedeutsam. Im Zusammenhang mit seinem Verhältnis zur römisch-katholischen Kirche sind besonders die Briefe an David Balfur wichtig, die auch eine große Kenntnis der westlichen Philosophie und Theologie verraten. Unter anderem thematisierte er das verschiedene Verhältnis der Kirchen zur Askese und Philosophie. Bekannt geworden ist aus einem dieser Briefe das Zitat: There are three things I cannot take in: nondogmatic faith, nonecclesiological Christianity and nonascetic Christianity. These three – the church, dogma, and asceticism – constitute one single life for me. (Es gibt drei Dinge, die ich nicht begreife: nichtdogmatischer Glaube, nichtkirchliches Christentum und ein nicht asketisches Christentum. Diese drei – Kirche, Dogma und Askese – bilden für mich ein einziges Leben.)